# 1075

## Esdeveniments
- Gregori VII publica Dictatus Papae, afirmant la superioritat del papa sobre tota autoritat política i terrenal.

## Naixements
- Lotari II del Sacre Imperi Romanogermànic
- Magnus Erlendsson, comte de les Illes Òrcades, sant de l'església catòlica.

## Necrològiques
- 2 d'abril - Al-Qàïm, califa abbàssida de Bagdad. (n. 1001)
- 23 de juny - Lieja (principat de Lieja): Teoduí de Baviera, príncep-bisbe